# تاوة (مقاطعة فامنين)
تاوة (بالفارسية: تاوه) هي قرية تقع في Khorram Dasht Rural District في إيران. يقدر عدد سكانها بـ 1,182 نسمة .